# Franck Gava
Franck Gava (Montargis, 3 febbraio 1970) è un ex calciatore francese, di ruolo centrocampista.

## Palmarès

### Club

#### Competizioni nazionali
- Coppa di Francia: 1

Paris Saint-Germain: 1997-1998
- Coppa di Lega francese: 1

Paris Saint-Germain: 1997-1998